# Форест-Гоум (Нью-Йорк)
Форест-Гоум (англ. Forest Home) — переписна місцевість (CDP) в США, в окрузі Томпкінс штату Нью-Йорк. Населення — 1168 осіб (2020).

## Географія
Форест-Гоум розташований за координатами 42°27′11″ пн. ш. 76°28′18″ зх. д. / 42.45306° пн. ш. 76.47167° зх. д. (42.453137, -76.471611).  За даними Бюро перепису населення США в 2010 році переписна місцевість мала площу 0,71 км², з яких 0,65 км² — суходіл та 0,06 км² — водойми.

## Демографія
Згідно з переписом 2010 року, у переписній місцевості мешкали 572 особи в 268 домогосподарствах у складі 146 родин. Густота населення становила 806 осіб/км².  Було 286 помешкань (403/км²).
Расовий склад населення:
| - 59,1 % — білих - 35,5 % — азіатів - 2,1 % — чорних або афроамериканців - 1,4 % — осіб інших рас |

До двох чи більше рас належало 1,9 %. Частка іспаномовних становила 5,6 % від усіх жителів.
За віковим діапазоном населення розподілялося таким чином: 20,3 % — особи молодші 18 років, 72,0 % — особи у віці 18—64 років, 7,7 % — особи у віці 65 років та старші. Медіана віку мешканця становила 30,1 року. На 100 осіб жіночої статі у переписній місцевості припадало 102,8 чоловіків;  на 100 жінок у віці від 18 років та старших — 94,9 чоловіків також старших 18 років.
Середній дохід на одне домашнє господарство  становив 60 271 долар США (медіана — 32 778), а середній дохід на одну сім'ю — 101 382 долари (медіана — 61 944). Медіана доходів становила 32 917 доларів для чоловіків та 55 625 доларів для жінок. За межею бідності перебувало 22,4 % осіб, у тому числі 9,1 % дітей у віці до 18 років та 0,0 % осіб у віці 65 років та старших.
Цивільне працевлаштоване населення становило 223 особи. Основні галузі зайнятості: освіта, охорона здоров'я та соціальна допомога — 75,8 %, науковці, спеціалісти, менеджери — 9,9 %, виробництво — 8,1 %.